# 31899 Adityamohan
31899 Adityamohan este un asteroid din centura principală de asteroizi.

## Descriere
31899 Adityamohan este un asteroid din centura principală de asteroizi. A fost descoperit pe 4 aprilie 2000 la Socorro, New Mexico, în cadrul proiectului LINEAR. Asteroidul prezintă o orbită caracterizată de o semiaxă mare de 2,28 ua, o excentricitate de 0,17 și o înclinație de 3,5° în raport cu ecliptica.